# Gefahren der Brautzeit
Gefahren der Brautzeit, noto anche con il titolo italiano I rischi del fidanzamento, è un film del 1930, diretto da Fred Sauer.

## Trama
Il maggiordomo sta sfogliando il catalogo, di sua stessa fattura, delle belle che il suo padrone, il dongiovanni barone van Geldern, ha amato.
C'era stata Yvonne. Quando il fidanzato della ragazza – che si trovava nella camera da letto del barone - aveva fatto irruzione a casa di van Gelder, si era ricorsi ad un trucco già sperimentato: nascosta Yvonne, che si era rivestita in fretta e furia, nel letto è stata trovata un'altra donna, la cameriera del barone. Il cornuto fa le sue scuse, ma, insospettito, raccoglie una giarrettiera che gli pare essere appartenuta ad Yvonne. Appurata la verità, un giorno egli si reca alla caccia alla volpe alla quale van Gelder stava partecipando, e gli spara un primo colpo di revolver, mancandolo d'un soffio. Non fa in tempo a sparare il secondo, perché tale McClure, facoltoso americano, lo immobilizza. Da allora l'americano e il barone – riconoscente per aver avuto da lui salva la vita – erano diventati amici.
C'era stata Florence. Invitata, insieme a suo padre, da van Gelder nella propria casa, il barone, incautamente, apre in sua presenza la cassaforte, e la giovane nota la combinazione (è "EROS"). McClure, pure presente, si insospettisce, e compie delle indagini: risulta che Florence, con suo padre e altri complici, fanno parte di una banda di ladri di gioielli. Così, la notte seguente, quando Florence è stata invitata di nuovo, da sola, per vedere l'intera collezione del barone, e i due sono impegnati in camera da letto, i complici penetrano in casa per svaligiare la cassaforte. McClure avverte telefonicamente l'amico, che, simulando un gioco erotico, lega le mani di Florence, in tal modo resa inoffensiva. Poi McClure interviene con la polizia, e il furto viene sventato.
Il maggiordomo poi giunge, scartabellando nel suo archivio, alla lettera con la quale McClure invitava il barone a raggiungerlo nella località balneare di Scheveningen.
Il barone van Gelder, sul treno, incontra la bella Evelyne Carstens. Il treno ha un'avaria, e – come a volte accade quando le compagnie di trasporti interrompono il viaggio prima della meta – i passeggeri vengono invitati a trascorrere la notte nella locanda prossima alla stazioncella olandese dove il treno si era fermato. Evelyn e van Gelder, immancabimente, forse, finiscono a letto assieme. La ragazza racconta: suo padre era stato salvato da una rovinosa situazione economica da un ricco conoscente; in cambio era stata promessa in sposa a lui, verso il quale Evelyne non provava il minimo interesse. Erano i pericoli del tempo di fidanzamento (Gefahren der Brautzeit), aveva detto. Al mattino, Evelyne era scomparsa.
Van Gelder, giunto a destinazione, incontra l'amico, e gli confessa di essersi innamorato veramente, al di là di tutte le sue imprese amorose, per la prima volta, proprio la notte appena passata. A sua volta, l'incredulo McClure (conosce troppo bene le infatuazioni temporanee dell'amico) gli rivela che il motivo per averlo chiamato è che quella sera egli avrebbe celebrato la cena ufficiale di fidanzamento con la sua promessa sposa. Arriva, in compagnia del padre e di alcuni invitati, la promessa sposa: è Evelyne Carstens. Imbarazzo.
All'inizio del banchetto van Gelder non è presente: è in camera sua a rifare le valigie appena sfatte. Non vuole tradire il suo miglior amico, e intende partire subito. Evelyne lo raggiunge, poi arriva, a cercarlo, anche McClure: Evelyne si nasconde in bagno. McClure scopre, in camera dell'amico, un oggetto che ha appena regalato alla ragazza. Van Gelder vuole impedire a McClure l'accesso in bagno. Fra i due uomini nasce una certa tensione, e, quando Evelyne viene scoperta, nonostante van Gelder affermi di non aver avuto nulla a che fare con lei, McClure, esasperato, esplode un colpo di pistola in direzione del barone. "Hai sbagliato mira", gli dice van Gelder, con un'espressione del viso estremamente contratta. Ne segue un certo appianamento. McClure e Evelyn tornano alla cena.
Van Gelder, rimasto solo in camera, si accascia al suolo: in realtà era stato colpito in pieno dal proiettile dell'amico, e aveva fatto di tutto, sopportando pene infernali, per non darlo a vedere. Con le sue ultime forze raccoglie da terra il revolver, e se lo pone sul corpo. Intanto Evelyne racconta tutto a McClure, che, pure – non volendo tradire l'amico – rinuncia al fidanzamento, riconoscendo, al di là del suo matrimonio combinato, la realtà dell'amore fra Evelyn e van Gelder. Quando i due tornano nella camera del barone lo trovano a terra morto, nell'atteggiamento di chi ha commesso un suicidio.

## Produzione
Gefahren der Brautzeit, l'ultimo film muto della Dietrich, è stato il secondo girato dalla diva col collega austriaco Willi Forst: nel 1927 avevano già realizzato il film Café Elektric. Subito dopo le riprese di Gefahren der Brautzeit Marlene Dietrich, il 4 novembre 1929, ha iniziato a lavorare a L'angelo azzurro, film che l'ha resa celebre.
Le riprese interne sono state realizzate presso il teatro di posa a Staaken (Berlino), gli esterni sono stati girati in settembre e ottobre del 1929 a Scheveningen (Paesi Bassi).
Nel 1998 la pellicola è stata restaurata dalla Stiftung Deutsche Kinemathek. Il negativo originale era andato disperso, e sono state utilizzate una copia sopravvissuta con didascalie ceche e una versione italiana alternativa, l'unica a contenere alcune scene mancanti altrove. La pellicola restaurata consta di 6 bobine per una lunghezza complessiva di 2147 metri.

## Distribuzione
Ottenuto il visto della censura nel novembre del 1929, il film è uscito al Roxy-Palast di Berlino il 21 febbraio 1930. La versione restaurata della pellicola è stata proiettata per la prima volta il 2 luglio 1998 a Weimar.
Gefahren der Brautzeit è stato edito in VHS.

## Accoglienza
La critica tedesca, nei giorni successivi all'uscita di Gefahren der Brautzeit, non ha accolto il film con particolare entusiasmo.
Sul Vossische Zeitung del 22 febbraio 1930 possiamo leggere: "Solo verso la fine del film si capisce perché si intitoli Gefahren der Brautzeit (I rischi del fidanzamento). "Le avventure amorose del barone Geldern" sarebbe stato un titolo più adatto. Questo giovane barone (Willi Forst) dalla risata stereotipa - che pare non abbia di meglio da fare nella vita che collezionare avventure e opere d'arte – è stato quasi ucciso dal proiettile di un rivale, si è perduto con un'avventura amorosa con un'elegante ladra di gioielli, e finisce effettivamente colpito dall'arma del suo migliore amico, dal quale aveva sottratto la futura moglie. Anche se i giochetti dello spensierato cavaliere vengono intesi sul serio, il suo destino, costruito in maniera inverosimile da Walter Wassermann e Walter Schlee, ci lascia freddi."
Il Neue Berliner Zeitung del 22 febbraio 1930 legge: "Fred Sauer ha lavorato su questa storia da romanzo d'appendice, vi ha speso impegno e fatica, ed ha piazzato in primo piano un paio di attori mediamente buoni. Willi Forst sorprende per la sua recitazione discreta, e nello stesso tempo, animata. Marlene Dietrich è molto dolce, molto riservata, ma è solo un abbozzo, non un completo essere umano. Stahl-Nachbaur rende al meglio il cliché del "ricco americano". Elza Temary impersona abilmente un'abile furfante."
Sul "Lichtbild-Bühne", sempre del 22 febbraio 1930, si legge: "L'intero film (…) sembra uno di quei romanzetti da treno, che si leggono d'un fiato fra la partenza e l'arrivo, pieno di avvenimenti ma privo di ogni motivo o problematica di fondo: come già detto, una piacevole lettura da viaggio. Walter Wassermann e Walter Schlee si sono messi all'opera con coscienziosità. Sicuri conoscitori dei gusti del pubblico, hanno concepito una divertente favola. (…) Fred Sauer le ha dato forma di un bel film."
"Walter Wassermann e Walter Schlee", si legge sul Film-Kurier del 22 luglio del 1930, "hanno cercato di concepire una sceneggiatura che si adattasse a Marlene Dietrich, e avesse similarità con il film Enigma. (…) Un tentativo, quindi, una cornice in cui esibire l'arte di Marlene Dietrich. Un tentativo, però, che si rivela complicato per il contrasto fra le scappatelle amorose dell'inizio, prima che sbocci l'amore vero. Ma Fred Sauer sa trarre qualcosa da questa trama. La regia scorre veloce e leggera quando tratta i primi incontri amorosi, le donne in questione si ritirano dalla scena, e poi ci si concentra sull'aspetto tragico della vicenda dei tre amici. Willi Forst, come attore, è molto maturato. E' sorprendente come egli riesca, nello sviluppo del proprio ruolo, a tappare le falle della sceneggiatura."